# Ceropegia fantastica
Ceropegia fantastica är en oleanderväxtart som beskrevs av Sedgtvick. Ceropegia fantastica ingår i släktet Ceropegia och familjen oleanderväxter. Inga underarter finns listade i Catalogue of Life.